# Петров, Вячеслав Петрович
Петров Вячеслав Петрович (11 октября 1948, Шипырлавар, Красноармейский район – 5 декабря 2007, Москва) – передовик производства. Лауреат Государственной премии СССР, полный кавалер ордена Трудовой Славы

## Биография
Окончил Ямайкасинскую вечернюю школу, Б.-Шатьминскую среднюю школу. Механизатор колхоза «Большевик».
Проживал в Москве с 1972 года. В 1972-1991 гг. – формовщик главного литейного цеха ковкового чугуна Завода им. И. А. Лихачёва.

## Награждён
- орденом Трудовой Славы 1, 2, 3-й степеней (1981, 1986, 1991)
- медалями.
- Лауреат Государственной премии СССР (1986).